# Ekumeniczne Forum Chrześcijanek Europy
Ekumeniczne Forum Chrześcijanek Europy – powołana w 1982 r. międzywyznaniowa ekumeniczna organizacja kobiet. Członkami Forum mogą być chrześcijańskie organizacje kobiece. Celem Forum jest wzmocnienie ekumenicznej współpracy kobiet przy pogłębieniu wiary w oparciu o Pismo Święte. Koordynatorką forum w Polsce jest Ewa Kononienko-Pawlas z Kościoła Ewangelicko-Augsburskiego w RP.